# Virtual Circuit Identifier
Virtual Circuit Identifier (identificatore di circuito virtuale) è un campo di 16 bit che indica il circuito virtuale al quale appartiene una cella ATM. 
Assieme al VPI (Virtual Path Identifier) forniscono le informazioni necessarie affinché la cella, transitando nella switched fabric, sia instradata verso la corretta destinazione.
Alcuni valori del VCI sono riservati per particolari usi, mentre nel PPPoA è molto diffusa la coppia 8/35 per i valori VPI/VCI.